# قائمة حكام الدولة العقيلية
حُكَّامُ الدَّوْلَةِ العُقَيْلِيَّةِ هم مجموعة من الأمراء العرب المُسلمين الشيعة من بني عقيل من عامر بن صعصعة، حكموا دولةً واسعةً ظلت قائمةً لِما يزيد على 100 عامٍ، دام مُلكهم من سنة 990م إلى سنة 1096م. امتدَّت أراضي دولتهم في أوج العظمة والقوَّة انطلاقًا من العراق إلى سائر بلاد الشام غربًا إلى غرب بلاد فارس شرقًا (إيران حاليًا) وجنوب الأناضول شمالًا (ما يُعرف بتركيا حاليًا).

## قائمة الأمراء

### جدول الأمراء[4]
| #                                                                        | الأمير                                                             |                                                                    |                                                                    |                                                                    | بداية العهد                                   | نهاية العهد                                   | نهاية العهد                                   | نهاية العهد                                   | مُلاحظات |
| ------------------------------------------------------------------------ | ------------------------------------------------------------------ | ------------------------------------------------------------------ | ------------------------------------------------------------------ | ------------------------------------------------------------------ | --------------------------------------------- | --------------------------------------------- | --------------------------------------------- | --------------------------------------------- | --- |
| —                                                                        | أُمراءُ المَوصِل (380 هـ – 489 هـ / 990م – 1096م)                      | أُمراءُ المَوصِل (380 هـ – 489 هـ / 990م – 1096م)                      | أُمراءُ المَوصِل (380 هـ – 489 هـ / 990م – 1096م)                      | أُمراءُ المَوصِل (380 هـ – 489 هـ / 990م – 1096م)                      | أُمراءُ المَوصِل (380 هـ – 489 هـ / 990م – 1096م) | أُمراءُ المَوصِل (380 هـ – 489 هـ / 990م – 1096م) | أُمراءُ المَوصِل (380 هـ – 489 هـ / 990م – 1096م) | أُمراءُ المَوصِل (380 هـ – 489 هـ / 990م – 1096م) | أُمراءُ المَوصِل (380 هـ – 489 هـ / 990م – 1096م) |
| 1                                                                        | محمد بن المُسيَّب العقيلي (أبو الدرداء ‐ الذؤاد) إقبال الدولة         | محمد بن المُسيَّب العقيلي (أبو الدرداء ‐ الذؤاد) إقبال الدولة         | محمد بن المُسيَّب العقيلي (أبو الدرداء ‐ الذؤاد) إقبال الدولة         | محمد بن المُسيَّب العقيلي (أبو الدرداء ‐ الذؤاد) إقبال الدولة         | 380 للهجرة                                    | 382 للهجرة                                    | 382 للهجرة                                    | 382 للهجرة                                    | المؤسس الأول للإمارة العقيلية في الموصل، يلقب (إقبال الدولة) |
| 2                                                                        | حسامُ الدَّولة المُقلَّد بن المُسيَّب العُقيليّ                               | حسامُ الدَّولة المُقلَّد بن المُسيَّب العُقيليّ                               | حسامُ الدَّولة المُقلَّد بن المُسيَّب العُقيليّ                               | حسامُ الدَّولة المُقلَّد بن المُسيَّب العُقيليّ                               | 386هـ/ 996م                                   | 391هـ/ 1001م                                  | 391هـ/ 1001م                                  | 391هـ/ 1001م                                  | - المؤسّس الفعلي الحقيقي للدولة العقيليَّة. - حاكِم الموصل والكوفة والقصر والجامعين (الحلة) - اغتيل في الأنبار في سنة 391 للهجرة الموافقة 1001 للميلاد.                                                           |
| 3                                                                        | معتمد الدولة قرواش بن المقلد                                       | معتمد الدولة قرواش بن المقلد                                       | معتمد الدولة قرواش بن المقلد                                       | معتمد الدولة قرواش بن المقلد                                       | 391هـ / 1001م                                 | 442هـ/ 1050م                                  | 442هـ/ 1050م                                  | 442هـ/ 1050م                                  | - ابن الأمير حُسام الدولة المقلَّد العقيلي - صاحب أطول فترة حكم في تاريخ الدولة العقيلية |
| 4                                                                        | زعيم الدولة أبو كامل بركة بن المقلد                                | زعيم الدولة أبو كامل بركة بن المقلد                                | زعيم الدولة أبو كامل بركة بن المقلد                                | زعيم الدولة أبو كامل بركة بن المقلد                                | 442هـ/ 1050م                                  | 443هـ/ 1051م                                  | 443هـ/ 1051م                                  | 443هـ/ 1051م                                  | - ابن الأمير حُسامِ الدولة المقلد العقيلي وأخو الأمير معتمد الدولة. - صاحب أقصر فترة حكم في تاريخ الدولة العقيلية.                                                                                              |
|                                                                          | علم الدين أبو المعالي قريش بن بدران                                | علم الدين أبو المعالي قريش بن بدران                                | علم الدين أبو المعالي قريش بن بدران                                | علم الدين أبو المعالي قريش بن بدران                                | 1051م/ 443هـ                                  | 1061م/453هـ                                   | 1061م/453هـ                                   | 1061م/453هـ                                   | - لُقِّب بـ"أمير العرب" - ابن أبي الفضل بدران بن المقلد - حكم حتى وفاته بمرض الطاعون |
| 6                                                                        | شرف الدولة أبو المكارم مسلم بن قريش العقيلي                        | شرف الدولة أبو المكارم مسلم بن قريش العقيلي                        | شرف الدولة أبو المكارم مسلم بن قريش العقيلي                        | شرف الدولة أبو المكارم مسلم بن قريش العقيلي                        | 453 هـ/ 1061م                                 | 478هـ/ 1085م                                  | 478هـ/ 1085م                                  | 478هـ/ 1085م                                  | - ابن أمير العرب علم الدين أبو المعالي - فاتح حلب وحران |
| أمراءُ الموصل وحلب توسُّع الدولة العقيلية (471 هـ – 478 هـ / 1079م – 1085م) |                                                                    |                                                                    |                                                                    |                                                                    |                                               |                                               |                                               |                                               | |
| —                                                                        | الملك أمير الموصل وحلب أبو المكارم شرف الدولة مسلم بن قريش العقيلي | الملك أمير الموصل وحلب أبو المكارم شرف الدولة مسلم بن قريش العقيلي | الملك أمير الموصل وحلب أبو المكارم شرف الدولة مسلم بن قريش العقيلي | الملك أمير الموصل وحلب أبو المكارم شرف الدولة مسلم بن قريش العقيلي | 471 هـ/ 1079م                                 | 478هـ/ 1085م                                  | 478هـ/ 1085م                                  | 478هـ/ 1085م                                  | - فتحَ حلَب عام 471 للهجرة الموافِقة لعام 1079 للميلاد - استطاع أن يفتتح حرَّان عام 1081م. - ابن ملكِ العرَب أبو المعالي قُريش بن بدران بن المُقلَّد - أشهر من تسمَّى بـ(المَلك). - قُتل في أرض المعركة. - أمير الموصل وحلب. |
| أمراء الموصل (ثانيةً) (1085م – 1096م / 478هـ – 489هـ)                     |                                                                    |                                                                    |                                                                    |                                                                    |                                               |                                               |                                               |                                               | |
| 7                                                                        | إبراهيم بن قريش                                                    | إبراهيم بن قريش                                                    | إبراهيم بن قريش                                                    | إبراهيم بن قريش                                                    | 1085ميلادية/ 478 هجرية                        | 478 هـ/ 1085م                                 | 478 هـ/ 1085م                                 | 478 هـ/ 1085م                                 | - أخو المَلك مُسلم العقيلي - ابن الأمير علم الدين أبو المعالي - حفيد أبي الفضل بدران |
| 8                                                                        | محمد بن مسلم                                                       | محمد بن مسلم                                                       | محمد بن مسلم                                                       | محمد بن مسلم                                                       | 478هـ/ 1085م                                  | 489هـ/ 1096م                                  | 489هـ/ 1096م                                  | 489هـ/ 1096م                                  | - ابن الملك مسلم بن قريش العقيلي - حفيد الأمير علم الدين أبو المعالي - أخو الأمير علي - قُتِل غريقًا |
| 9                                                                        | علي بن مسلم                                                        | علي بن مسلم                                                        | علي بن مسلم                                                        | علي بن مسلم                                                        | 486هـ                                         |                                               | 489هـ/ 1096م                                  |                                               | - ابن الملك مسلم العقيلي - حفيد الأمير علم الدين أبو المعالي - أخو الأمير محمد - آخر أمراء الدولة العقيلية.                                                                                                   |
| زوال الدولة العقيليَّة (489 للهجرة الموافقة 1096 للميلاد)                  |                                                                    |                                                                    |                                                                    |                                                                    |                                               |                                               |                                               |                                               | |

## قائمة الملوك
حمل حكام الدَّولة العقيليَّة لقب (الأمير) وتسمَّى بعضُهم بلقب (الملك) وقد كان أشهر من تسمَّى بذلك هو مسلم بن قرواش العقيلي.

## طالع ايضًا
- الدولة العقيلية
- بنو عقيل
- مسلم بن قريش العقيلي
- قائمة السلالات الحاكمة الإسلامية الشيعية
- تاريخ العراق